# اکلو (کمون)
اکلو (به فرانسوی: Aclou) یک کمون در فرانسه است که در شهرستان اور واقع شده‌است. اکلو ۳٫۷ کیلومتر مربع مساحت دارد ۱۴۲ متر بالاتر از سطح دریا واقع شده‌است.